# Compsodrillia
Compsodrillia é um gênero de gastrópodes pertencente à família Pseudomelatomidae.

## Espécies
- Compsodrillia acestra (Dall, 1889)[2]
- Compsodrillia albonodosa (Carpenter, 1857)[3]
- Compsodrillia alcestis (Dall, 1919)[4]
- Compsodrillia bicarinata (Shasky, 1961)[5]
- Compsodrillia canna (Dall, 1889)[6]
- †Compsodrillia catherina W.P. Woodring, 1928
- Compsodrillia disticha Bartsch, 1934[7]
- †Compsodrillia drewi (Gardner, 1948)
- Compsodrillia duplicata (Sowerby I, 1834)[8]
- Compsodrillia eucosmia (Dall, 1889)[9]
- Compsodrillia excentrica (Sowerby I, 1834)[10]
- Compsodrillia fanoa (Dall, 1927)
- †Compsodrillia foruita MacNeil, 1960
- Compsodrillia gonae Jong & Coomans, 1988[11]
- Compsodrillia gracilis McLean & Poorman, 1971[12]
- Compsodrillia gundlachi (Dall & Simpson, 1901)[13]
- Compsodrillia haliostrephis (Dall, 1889)[14]
- Compsodrillia haliplexa (Dall, 1919)[15]
- Compsodrillia jaculum (Pilsbry & Lowe, 1932)[16]
- Compsodrillia mammillata Kuroda, Habe & Oyama, 1971[17]
- Compsodrillia nakamurai J. Makiyama, 1931
- Compsodrillia nana Bartsch, 1934[18]
- Compsodrillia olssoni McLean & Poorman, 1971[19]
- Compsodrillia opaca McLean & Poorman, 1971[20]
- Compsodrillia petersoni Bartsch, 1934[21]
- †Compsodrillia senaria W.P. Woodring, 1928
- Compsodrillia thestia (Dall, 1919)[22]
- †Compsodrillia torvita F.S. MacNeil, 1960
- †Compsodrillia tricatenaria (T.A. Conrad, 1862)
- Compsodrillia tristicha (Dall, 1889)[23]
- Compsodrillia undatichorda McLean & Poorman, 1971[24]
- †Compsodrillia urceola W.P. Woodring, 1928

Espécies trazidas para a sinonímia
- †Compsodrillia chowanensis Gardner, 1948: sinônimo de †Sediliopsis chowanensis (J. Gardner, 1948)
- Compsodrillia halis H.A. Pilsbry & H.N. Lowe, 1932: sinônimo de Compsodrillia albonodosa (Carpenter, 1857)
- Compsodrillia polytorta (Dall, 1881):[25] sinônimo de Hindsiclava polytorta (Dall, 1881)